# Panteleimon Kondratjewitsch Ponomarenko

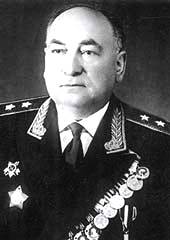
Panteleimon Kondratjewitsch Ponomarenko

Panteleimon Kondratjewitsch Ponomarenko (russisch Пантелеймон Кондратьевич Пономаренко) (* 27. Julijul. / 9. August 1902greg. in Schelkowski, Oblast Kuban, Russisches Kaiserreich; † 18. Januar 1984 in Moskau) war Parteisekretär der KPdSU, sowjetischer Generalleutnant und Diplomat.

## Ausbildung und KP-Zugehörigkeit
Seit 1918 gehörte er als Sohn eines armen Bauern den bewaffneten Kräften der sozialistischen Revolution an. Im Jahre 1919 erlernt er das Handwerk eines Schlossers und wird in der Erdölindustrie und bei der Eisenbahn tätig. 1925 wurde er Mitglied in der Sozialdemokratischen Arbeiterpartei Russlands. In Moskau begann er etwa 1928 ein Studium am Institut für Transportingenieure, das er im Jahre 1932 beendete.
Anschließend war er von 1932 bis 1935 in verschiedenen Positionen bei der Roten Armee. Danach arbeitete er von 1935 bis 1937 als Ingenieur und Gruppenleiter im Allunionsinstitut für Elektrotechnik. Ab 1938 belegte er verschiedene Ämter in der Kommunistischen Partei (KP) Weißrusslands, wobei diese Amtszeiten bis 1947 andauerten, aber von anderen Aufgabenstellungen immer wieder unterbrochen wurden.
Schon von 1937 bis 1938 gehörte er als Deputierter dem Obersten Sowjet der Sowjetunion an. Ein Jahr danach wurde er Instrukteur und stellvertretender Leiter der Abteilung der Leitenden Parteiorgane der KPdSU. 1938 schickte man ihn nach Weißrussland, wo er als erster Sekretär des ZK der KP Weißrusslands tätig wurde. Im folgenden Jahr nahm man ihn ins Zentralkomitee der KPdSU (ZK) auf. Von 1941 bis 1958 gehörte er zum Präsidium des Obersten Sowjets der Sowjetunion.

## Chef des Stabes des Kommandos der Partisanenverbände
Am 30. Mai 1942 wurde das Zentrale Kommando der Partisanenverbände in der UdSSR aufgestellt, wobei Ponomarenko als der Chef des Stabes beim Oberkommando der Roten Armee eingesetzt wurde. Die ihm unterstehenden Partisanenverbände in Weißrussland schalteten nach seinen Angaben (bei Drum) innerhalb von zwei Jahren Kampftätigkeit etwa 300.000 deutsche Soldaten, davon 30 Generäle, 6336 Offiziere und 1520 Luftwaffensoldaten, aus. In der gleichen Zeit wurden 3000 Züge zum Entgleisen gebracht, 3263 Eisenbahn- und Straßenbrücken, 1191 Panzer und gepanzerte Fahrzeuge, 618 Führungsfahrzeuge, 4027 Lastkraftwagen, 476 Flugzeuge, 378 schwere Handfeuerwaffen, 895 Munitions- und andere Lagerstätten zerstört.
Die Konzeption, das Eisenbahnnetz durch 90.000 Partisanen an 200.000 bis 300.000 Gleisabschnitten zu zerstören, hatte Ponomarenko, der sich im Eisenbahnwesen auskannte, entwickelt. Er argumentierte gegenüber Stalin, dass diese Zerstörungen die Bewegungsfreiheit der deutschen Truppen erheblich einschränken würde.
Gemäß einer geheimen Direktive der KP Weißrusslands vom 22. Juni 1943, die bisher nicht veröffentlicht wurde, hatten die sowjetischen Partisanenverbände die Aufgabe, die polnischen nationalen Partisanen der Armia Krajowa zu entwaffnen bzw. zu zerschlagen. Diese Operationen leitete Ponomarenko im August und Dezember 1943. Im Jahre 1943 wurde er zum Generalleutnant befördert.

## Mitglied des Militärrats, Minister und Botschafter
Von 1941 bis 1945 war er Mitglied des Militärrats bei einzelnen Fronten wie der Westfront, der Zentralfront, der Brjansker Front und der 1. Weißrussischen Front sowie der 3. Stoßarmee. Von 1944 bis 1948 gehörte er dem Rat der Volkskommissare in der Weißrussischen SSR an, dem er vorsaß. 
Im ZK der KPdSU, dem er von 1939 bis 1961 angehörte, war er von 1948 bis 1953 als Sekretär tätig. Von 1950 bis 1953 übte er gleichzeitig das Amt des Ministers für Erfassung der UdSSR aus. Anschließend übernahm er von 1953 bis 1954 das Kulturministerium. Von 1952 bis 1953 wurde er Mitglied des Präsidiums des ZK der KPdSU. Danach war er von 1953 bis 1956 Kandidat des Präsidiums des ZK der KPdSU. Von 1954 bis 1955 schickte man Ponomarenko als Ersten Sekretär der KP Kasachstans in die Kasachische SSR.
Danach begann seine Laufbahn als Diplomat, als er 1955 als Botschafter nach Polen entsandt wurde. Es folgte von 1957 bis 1959 die Tätigkeit als Botschafter in Indien und Nepal. Von 1959 bis 1961 vertrat er die UdSSR diplomatisch in den Niederlanden, wurde aber im Oktober 1961 zur persona non grata erklärt. 1963 gehörte er kurzzeitig der Internationalen Atomenergieorganisation (IAEA) in Wien an, bevor er in den Ruhestand ging.

## Auszeichnungen
- 4 × Leninorden
- Orden der Oktoberrevolution
- Suworoworden 1. Klasse
- Orden des Vaterländischen Krieges 1. Klasse
- Ehrenzeichen der Sowjetunion
- verschiedene Medaillen im Zweiten Weltkrieg

## Schriften
- Die Partisanenbewegung im Grossen Vaterländischen Krieg der Sowjetunion. Verlag für fremdsprachige Literatur, Moskau 1943.
- Vsenarodnaia borba v tylu nemetsko-fashistskikh zakhvatchikov 1941-1945, Moskau 1986.

## Referenzen
- Hans Koch (Hrsg.), 5000 Sowjetköpfe. Gliederung und Gesicht eines Führungskollektivs.Dt. Industrieverl. Ges., Köln 1958.
- Andrew I. Lebed, Heinrich E. Schulze, Stephen S. Taylor, Who's Who in the USSR 1965-66, New York 1966.
- Karl Drum, Airpower and Russian Partisan Warfare, 1968.
- Bogdan Musial, Sowjetische Partisanen in Weißrußland, 2004.
- Bernhard Chiari, Jerzy Kochanowski,Die polnische Heimatarmee Geschichte und Mythos der Armia Krajowa seit dem Zweiten Weltkrieg, 2003.